# Police privée (France)
Pour les articles homonymes, voir police privée.
 (septembre 2010).
Si vous disposez d'ouvrages ou d'articles de référence ou si vous connaissez des sites web de qualité traitant du thème abordé ici, merci de compléter l'article en donnant les références utiles à sa vérifiabilité et en les liant à la section « Notes et références ».
 (novembre 2016).
La police privée était un terme qui désignait autrefois en France, les cabinets de détectives privés. 
Cette appellation était sans doute issue de plusieurs facteurs du fait :
- que de nombreux policiers exerçaient à la retraite (moins aujourd'hui).
- des déviances constatées de longue date, par la presse, les autorités administratives et judiciaires.
- que les entreprises de « police privée » cumulaient, comme aux États-Unis , des activités d'enquête, de gardiennage, de transport de fonds, de garde du corps ce qui les assimilait, dans l'esprit du public, à de véritables entreprises de Police privée.

Si aux USA ce cumul existe toujours en 2010, en revanche il a été interdit par la gauche au pouvoir en 1983, date à laquelle le gouvernement socialo-communiste a interdit ces cumuls et réglementé les entreprises de sécurité privée.
La droite - en plein accord avec l'ancien gouvernement de gauche - a, de son côté, complété la législation par une loi du 18 mars 2003 ce qui a permis de compléter la moralisation du secteur qui, dans son ensemble, s'est trouvé considérablement assaini depuis la dernière réforme, même si des excès individuels peuvent encore subsister.

## Historique d'un terme devenu obsolète
Cette terminologie impropre a été officiellement abandonnée vers la fin des années 1960 mais elle était courante y compris dans les jugements ou au parlement pour désigner ceux que l'on nomme aujourd'hui des enquêteurs de droit privé.
Ainsi, au parlement, les questions parlementaires concernant les détectives privés étaient encore classées, dans les années 1970, sous l'appellation de « police privée » et l'on trouve, également, un projet de loi du Président Millerand (resté sans suite) qui, en 1922, visait à interdire l'accès aux anciens policiers pendant cinq ans dans les « agences de police privée ».
Les enquêteurs privés, eux-mêmes, considérèrent que cette appellation, qui prêtait à confusion avec les services officiels, leur était préjudiciable en sous-entendant qu'il pouvait exister une corrélation entre la « police officielle » et la « police privée » ce qui pouvait faire fuir les clients qui ne souhaitaient, évidemment pas, que leurs secrets intimes ou leur vie privée puissent être portés à la connaissance des pouvoirs publics.
Philosophiquement, politiquement, et déontologiquement elle était, au surplus, malvenue, la police appartenant au pouvoir régalien de l'État et ne pouvant être privatisée.
Le ministère de l'Intérieur, par circulaire, demanda aux préfets de ne pas autoriser des appellations portant ce terme, mais il ne s'agissait que d'une interprétation administrative dénuée de fondement juridique puisque l'adjectif « privée » suivant le nom « police » empêchait toute confusion réelle avec les services officiels et ne permettait aucunement d'interdire ce terme qui, juridiquement, n'est toujours pas actuellement illégal.
Dans un second temps, une « recommandation » sera émise par le BVP (Bureau de vérification de la publicité), avec l'accord de l'ancienne « Chambre Nationale Syndicale des Agences privée de Recherches » et de l'ancien « Conseil National des Détectives et Enquêteurs privés »), déconseillant aux annonceurs d'accepter des publicités utilisant cette appellation, mais là encore, le BVP n'étant qu'une association privée, sans pouvoir, privilège ou prérogative de puissance publique, il ne s'agissait que d'un vœu pieux dénué de fondement et, surtout, de force juridique.
L'appellation disparut d'elle-même en devenant obsolète, mais elle subsiste encore dans de nombreux romans et on la trouve encore, sur Wikipédia, dans divers articles comme la biographie de Maurice Tillieux ou encore celle de Dominique Kalifa - qui a, d'ailleurs, consacré un livre sur la naissance de la police privée - mais aussi dans l'article sur Patrick Poivre d'Arvor, preuve que ce terme à la vie dure et que nos compatriotes, très influencés par le cinéma et les romans continuent à confondre les enquêteurs de droit privé avec les détectives de feuilletons télévisés.
Ils ont, manifestement aussi, beaucoup de difficulté à comprendre que police et enquêteurs privés n'interviennent pas dans les mêmes domaines, que les "privés" agissent dans les litiges d'ordre civil, privé, professionnel, commercial c'est-à- dire dans des affaires pour lesquelles ni la Police, ni la Gendarmerie, ni les juges d'instruction, ni les Procureurs de la République, ne peuvent - et n'ont le droit - d'intervenir.
Il aura fallu attendre mars 2003 pour que les autorités publiques, administratives et parlementaires, comprennent et reconnaissent l'utilité des Enquêteurs de droit privé en leur donnant un véritable statut juridique, et septembre 2009 pour qu'une autorité administrative indépendante - la CNDS - reconnaisse enfin, au nom de la République, que les enquêteurs privés participent aux droits de la défense : « Dans le cadre d'une procédure en révision comme en l'espèce, l'avocat, qui ne peut instrumenter lui-même, est souvent conduit à saisir un enquêteur aux fins d'effectuer, dans le cadre des droits de la défense, des recherches utiles à l'intérêt de son mandant. Ce faisant l'enquêteur devient l'un des acteurs privilégiés de l'effectivité même des droits de la défense. Pour exercer pleinement ce rôle, l'enquêteur est nécessairement dépositaire d'informations confidentielles dans le cadre d'un secret partagé avec l'avocat ».
C'est donc par l'usage, devenu totalement désuet, et par l'évolution des mentalités et du droit que le terme de « police privée » a disparu de notre vocabulaire et qu'il n'en reste plus que la trace dans des romans témoins d'une époque aujourd'hui révolue.

## Confusions de langage
À noter que sous l'appellation générique de "police privée" est utilisée aujourd'hui pour désigner des entreprises de gardiennage voire des polices parallèles ou des milices privées au service d'organisation, de gouvernements de partis ou d'hommes politiques. 
À titre d'exemple de la confusion des termes par certains auteurs, la biographie de Charles Pasqua parle de "police privée" pour désigner le S.A.C. alors que la fiche du Service d'action civique parle, elle - et à juste titre - de « police parallèle » cette ancienne association ayant été dissoute par décret n°82-670 du 3 août 1982  du Président François Mitterrand, portant dissolution de l'association nommée « Service d'action civique » (SAC) sur le fondement de la loi du 10 janvier 1936 sur les groupes de combat et milices privées.
En aucun cas l'enquête privée, autrefois dénommée à tort « police privée » ne peut et ne doit être confondue ni avec des groupes de combats, ni avec des milices privées.